# École nationale supérieure pour la performance industrielle et la maintenance aéronautique
L'École nationale supérieure pour la performance industrielle et la maintenance aéronautique (ENSPIMA) est l'une des 204 écoles d'ingénieurs françaises accréditées au 1er septembre 2020 à délivrer un diplôme d'ingénieur.
C'est une école interne à l'Institut polytechnique de Bordeaux (Bordeaux INP), sous tutelle du ministère de l'Enseignement Supérieur, de la Recherche et de l'Innovation, créée le 29 mai 2019. La 1re promotion est entrée en 2019. Pour l'instant, le nombre de places est limité à 36 par an.

## L'école
L'école étant intégrée à l'Institut aéronautique Evering dispose d'un accès direct à l'aéroport de Mérignac, ce qui facilitera l'enseignement pratique de la maintenance aéronautique. 
Les perspectives d'emploi des futurs diplômés sont nombreuses : ils pourront être embauchés dans les compagnies aériennes, chez les constructeurs aériens ou les équipementiers, ainsi que dans le domaine militaire.
L'admission à l'école se fait sur titres et sur le concours commun des instituts nationaux polytechniques (CCINP).